# Joey Mantia
Joey Mantia (* 7. února 1986 Ocala, Florida) je americký rychlobruslař a bývalý inline bruslař.
Původně se věnoval inline bruslení, na světových šampionátech získal různé medaile. V roce 2011 se přeorientoval na rychlobruslení. Do velkých mezinárodních závodů poprvé zasáhl na začátku roku 2013, kdy se objevil ve Světovém poháru a také na Mistrovství světa ve víceboji. Zúčastnil se Zimních olympijských her 2014 (1000 m – 15. místo, 1500 m – 22. místo, stíhací závod družstev – 7. místo). Na MS 2017 získal zlatou medaili v závodě s hromadným startem. Zúčastnil se Zimních olympijských her 2018, kde v závodě na 1500 m skončil na 8. místě, ve stíhacím závodě družstev byl osmý, na trati 1000 m dobruslil do cíle jako čtvrtý a v závodě s hromadným startem se umístil na 9. místě. Na Mistrovství světa na jednotlivých tratích 2019 obhájil své prvenství v závodě s hromadným startem. Z MS 2020 si přivezl bronzovou medaili ze závodu na 1500 m a na světovém šampionátu 2021 opět zvítězil v závodě s hromadným startem. Startoval také na Zimních olympijských hrách 2022, kde ve stíhacím závodě družstev získal bronzovou medaili. Dále byl v závodě s hromadným startem čtvrtý a na trati 1500 m šestý. V sezóně 2021/2022 vyhrál celkové hodnocení Světového poháru v závodech na 1500 m a ve stíhacích závodech družstev.